# Australia (film)
Australia är en amerikansk-australisk film från 2008, i regi av Baz Luhrmann.

## Handling
Filmen handlar om den brittiska aristokraten Lady Sarah Ashley som kommer till Australien i slutet av 1930-talet för att leta efter sin man som åkt dit för att sälja deras ranch. 
När hon kommer fram finner hon att maken är död och att hennes enda tillgång är boskapsranchen, vilken är lika stor som Belgien. Hon tvingas nu själv att förvalta ranchen trots att hennes man åkt dit för att sälja den. 
Filmen iscensätter den överraskande japanska bombningen av Darwin.

## Om filmen
- Filmen hade biopremiär i USA den 26 november 2008.[2]
- Filmen hade Sverigepremiär den 25 december 2008.[3]

## Rollista
| Nicole Kidman      | – Lady Sarah Ashley                |
| Hugh Jackman       | – Drover                           |
| David Wenham       | – Neil Fletcher                    |
| Bryan Brown        | – Lesley "King" Carney             |
| Jack Thompson      | – Kipling Flynn                    |
| David Gulpilil     | – King George                      |
| Brandon Walters    | – Nullah                           |
| David Ngoombujarra | – Magarri                          |
| Ben Mendelsohn     | – Kapten Emmett Dutton             |
| Essie Davis        | – Catherine "Cath" Carney Fletcher |
| Barry Otto         | – Administrator Allsop             |
| Kerry Walker       | – Myrtle Alsop                     |
| Sandy Gore         | – Gloria Carney, King Carneys fru  |
| Ursula Yovich      | – Daisy, Nullahs mamma             |
| Lillian Crombie    | – Bandy Legs                       |
| Yuen Wah           | – Sing Song                        |
| Angus Pilakui      | – Goolaj Baloong                   |
| Jacek Koman        | – Ivan                             |
| Tony Barry         | – Sergeant Callahan                |
| Ray Barrett        | – Bull                             |
| Max Cullen         | – Gammal alkoholist                |
| Bruce Spence       | – Doktor Barker (läkaren)          |

### Fotnoter
1. ↑  Michaela Boland (27 augusti 2008). ”Australia” (på engelska). Variety. http://variety.com/2008/film/awards/fox-moves-australia-release-back-1117991269/. Läst 22 januari 2017.
2. ↑  ”Australia” (på engelska). Box Office Mojo. 26 november 2008. http://www.boxofficemojo.com/movies/?id=australia.htm. Läst 22 januari 2017.
3. ↑  ”Australia”. Svensk filmdatabas. 25 december 2008. http://www.sfi.se/sv/svensk-filmdatabas/Item/?itemid=67357&type=MOVIE&iv=Basic. Läst 22 januari 2017.